# Людина вендети
Людина вендети (кор. 파괴된 사나이) — південнокорейський трилер 2010 року, режисера У Мін Хо.

## Сюжет
Одного дня поважний пастор та відданий християнин Чу Йон Су змушений йти на зустріч з невідомим злочинцем який напередодні викрав його п'ятирічну доньку Хьо Рін. Але в останню мить, зустріч призначена в одному з льодових палаців міста, зривається оскільки злочинець помітив поліцію до якої звернулась дружина пастора Пак Мін Кьон. Після втрати доньки, Йон Су розчаровується в релігії, кидає служіння та стає дрібним комерсантом. Відносини з дружиною також зовсім псуються, оскільки кожен звинувачує іншого в трагедії що спіткала їх родину.
Минає вісім років. На відміну від Йон Су, Мін Кьон все ще намагається знайти доньку. Вона ідосі роздає листівки з фото дитини біля станцій метро, та дістає детектива своїми новими підозрами та припущеннями. Одного разу, у підземному переході Мін Кьон помічає людину з дитиною дуже схожою на її викрадену доньку. Намагаючись наздогнати їх, вона потрапляє під автівку та опиняється в комі. І ось в саме цей момент викрадач знову зв'язується з Йон Су та знов вимагає викуп, на підтвердження що дитина досі жива маніяк присилає пасмо волосся для ДНК. Переконавшись що його донька жива, Йон Су намагається зібрати 400 000 доларів викупу. Але ніхто не дає в борг колишньому пастору та комерсанту невдасі. У відчаї Йон Су відключає від апаратів життезабезпечення хвору дружину щоб отримати страховку за її життя. Зібрав кошти, він вирушає на зустріч з викрадачем який обрав місцем для обміну той самий льодовий палац що і 8 років тому. Але й на сей раз обміну не відбулось, маньяк просто видурив в Йон Су кошти та втік. При спробі його наздогнати Йон Су потрапляє в аварію та опиняється в лікарні. Прийшовши до тями, колишній пастор тікає з лікарні та намагається знайти лігво маньяка за допомогою GPS-трекера який він приховав в сумці з грішми. Трекер приводить його на дах будинку де він знаходить порожню сумку. Здається що останній шанс на порятунок доньки втрачено, але за допомогою девайсу Йон Су вдається відслідкувати весь маршрут маньяка, де і на який час він зупинявся в той день. Повторюючи його маршрут, Йон Су знаходить тіло багатого колекціонера музичних девайсів та дізнається про зникнення рідкісного підсилювача. Так в руках колишнього пастора нарешті з'являється перша зачіпка, яка може допомогти знайти маньяка та повернути доньку.

## Акторський склад

### Головні ролі
- Кім Мьон Мін — у ролі Чу Йон Су[1].
- Ом Кі Джун — у ролі Чхве Бьон Чхоля[2]. Маньяк що викрадав дітей та вимагав з батьків викуп, але отримавши кошти просто вбивав викрадених дітей.

### Другорядні ролі
- Кім Со Хьон — у ролі Чу Хьо Рін[3]. Викрадена донька Йон Су яку вісім років утримував маньяк, змушуючи її допомагати йому заманювати інших жертв.
- Пак Чу Мі[en] — у ролі Пак Мін Кьон. Дружина Йон Су яка всі ці роки намагалася знайти доньку.
- Лі Бьон Чжун[en] — у ролі детектива Ку. Поліцейський який вів справу про викрадення Хьо Рін.
- Мін Бок Гі — доставщик який на свою голову привіз в непідходящій час замовлення на адресу Бьон Чхоля.
- Лі Хо Чже — у ролі пана Но. Аудіофіл що продавав рідкісний та дорогий підсилювач звуку.
- Сін Хьон Чжун — у ролі власника крамниці що торгує рідкісною антикварною аудіоапаратурою.
- Ім Чон Ун — у ролі шурина Йон Су.
- Лі Чан Вон — у ролі власника музичної крамниці де працював Бьон Чхоль.
- О Кван Рок[en] — у ролі продавця GPS-трекера.